# Wilfred Chikpa Anagbe
Wilfred Chikpa Anagbe CMF (Aondona Village, Raav-Udem, Nigéria, 2 de abril de 1965) é um ministro nigeriano e bispo católico romano de Makurdi.
Wilfred Chikpa Anagbe ingressou na Ordem Claretiana e fez sua primeira profissão em 8 de setembro de 1987. Foi ordenado sacerdote em 6 de agosto de 1994 na Catedral de Makurdi. Ele foi então responsável pela pastoral vocacional de sua ordem na Nigéria. Realizou trabalho pastoral em várias paróquias e de 2000 a 2004 liderou um projeto agrícola claretiano em Utonkon. Em 2004 foi para a Universidade de Salamanca para aprofundar seus estudos teológicos, de onde retornou em 2005 como Ecônomo da Província Claretiana da Nigéria. Desde 2009, ele também trabalhou como capelão militar.
O Papa Francisco o nomeou Bispo Coadjutor de Makurdi em 8 de julho de 2014. O Núncio Apostólico na Nigéria, Dom Augustine Kasujja, o ordenou bispo em 4 de outubro do mesmo ano. Os co-consagradores foram o Bispo de Gboko, William Amove Avenya, e o Bispo de Otukpo, Michael Ekwoy Apochi.
Com a aceitação da renúncia relacionada à idade de seu antecessor Athanasius Atule Usuh pelo Papa, ele o sucedeu em 28 de março de 2015 como Bispo de Makurdi.